# Stomorhina unicolor
Stomorhina unicolor är en tvåvingeart som först beskrevs av Macquart 1851.  Stomorhina unicolor ingår i släktet Stomorhina och familjen Rhiniidae. Inga underarter finns listade i Catalogue of Life.